# Léon Semmeling
Léon Semmeling (4 de janeiro de 1940 – 14 de março de 2024) foi um futebolista belga que competiu na Copa do Mundo FIFA de 1970.

## Carreira
Semmeling atuou por quinze temporadas no Standard de Liège, com o qual marcou 78 gols, atuou em 455 partidas oficiais (excluindo amistosos) e conquistou cinco campeonatos nacionais (1961, 1963, 1969, 1970 e 1971). Também esteve na Seleção Belga que participou da Copa do Mundo FIFA de 1970 e alcançou a terceira colocação do Campeonato Europeu de 1972.

## Morte
Semmeling morreu em 14 de março de 2024, aos 84 anos.